# André Siegfried
André Siegfried (Le Havre, 21 aprile 1875 – Parigi, 28 marzo 1959) è stato un sociologo e geografo francese.

## Biografia
Libero pensatore e protestante, all'epoca della legge Combes, che escluse dall'insegnamento le congregazioni religiose (1904), e della legge di separazione tra Stato e Chiese del 1905, scrisse un saggio sulla società canadese in cui denunciò le scuole confessionali e l'influenza della religione nella società. Inizialmente criticato dal teologo Dominique-Ceslas Gonthier, il suo lavoro è stato accolto da alcuni come troppo critico, mentre altri lo hanno ritenuto un ritratto fedele del passato religioso del Canada.
Impegnato in politica a fianco dei radicali indipendenti e dei repubblicani di sinistra, si candidò nel 1902 nella circoscrizione di Castellane, ma non fu eletto.
Abbandonata ogni velleità politica, si dedicò alla sociologia, agli studi storici e all'economia. Dal 1911 insegnò all'École libre des sciences politiques. Vicino al sociologo Gustave Le Bon (cf. L'âme des peuples), nel 1913 pubblicò Tableau politique de la France de l'Ouest sous la Troisième République, opera che gettò le basi della sociologia elettorale. Prendendo in esame una quindicina di dipartimenti della Francia occidentale durante i prima quarant'anni della Terza Repubblica, affermò che le opinioni politiche sono soggette alla ripartizione geografica. Realizzò anche numerosi studi sulla geografia dei paesi anglo-sassoni e della Francia.

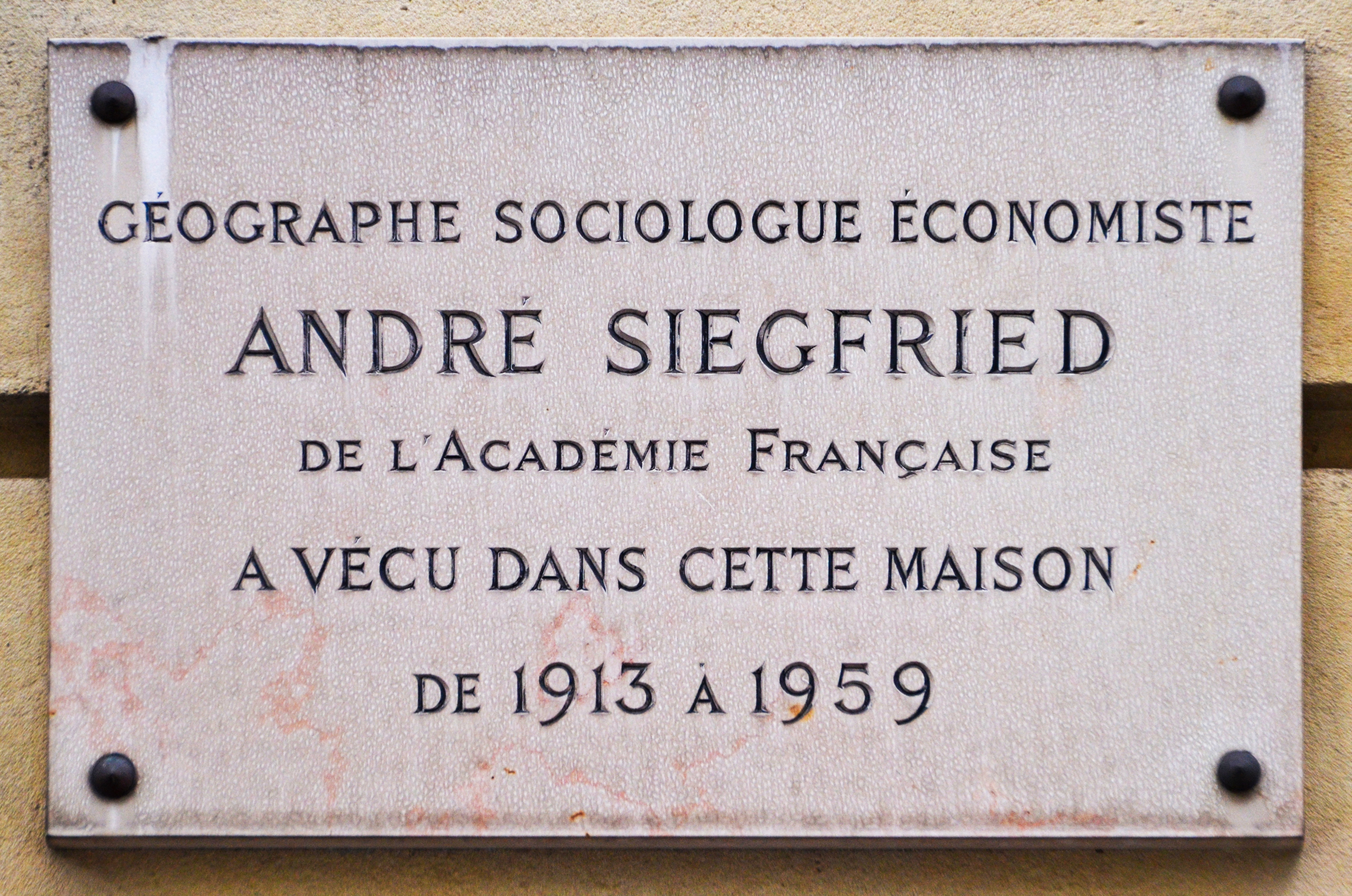
Plaque au 8, rue de Courty

Per i suoi studi, nel 1932 fu eletto all'Académie des sciences morales et politiques, nel 1933 ottenne la cattedra di geografia economica e politica al Collège de France, fu nominato Grand officier della Légion d'honneur e, due mesi prima della Liberazione di Parigi, il 12 ottobre 1944, fu eletto all'Académie française.
Fu inoltre il primo presidente della Fondation nationale des sciences politiques, nel 1945. Nel 1954 fondò l'Institut des Sciences et Techniques Humaines (quai de Javel, Parigi).

## Opere
- La démocratie en Nouvelle-Zélande, 1904.
- Tableau politique de la France de l'Ouest sous la Troisiéme République, 1913.
- Les États-Unis d'aujourd'hui, 1927.
- Vue générale de la Méditerranée, 1943.
- Le Canada, puissance internationale, 1947.

### Traduzioni in italiano
- Il Canadà potenza internazionale, traduzione di Cesare Giardini, Milano, Istituto per gli studi di politica internazionale, 1937.
- Panorama degli Stati Uniti, traduzione di Lionello Sozzi, Bari, Laterza, 1956.
- Dalla terza alla quarta Repubblica, Rocca San Casciano, Cappelli, 1958.